# Léontine Tsiba
Léontine Tsiba (ur. 20 listopada 1973, Tsinguidi) – kongijska lekkoatletka, specjalizująca się w biegach średniodystansowych, olimpijka.
W roku 1996 zdobyła dwa medale na Mistrzostwach Afryki w lekkoatletyce - srebro w biegu na 800 metrów i brąz w biegu na 1500 metrów.
Dwukrotnie reprezentowała swój kraj na igrzyskach olimpijskich, w 1996 na igrzyskach w Atlancie odpadła z czasem 2:08.58 s. w biegu na 800 m kobiet. Cztery lata później na igrzyskach w Sydney również startowała w biegu na 800 m kobiet, ponownie odpadając w eliminacjach z czasem 2:04.08 s. 

## Rekordy życiowe
| Dystans        | Wynik (s) | Miejsce | Data             |
| -------------- | --------- | ------- | ---------------- |
| Bieg na 800 m  | 2:04.08   | Sydney  | 22 września 2000 |
| Bieg na 1500 m | 4:21.60   | Dakar   | 22 sierpnia 1998 |